# Loxogramme dimorpha
Loxogramme dimorpha är en stensöteväxtart som beskrevs av Edwin Bingham Copeland. Loxogramme dimorpha ingår i släktet Loxogramme och familjen Polypodiaceae. Inga underarter finns listade.